# Polini
La Polini Motori è un'azienda fondata da Battista Polini nel 1945 ad Alzano Lombardo (BG), dove tuttora ha sede. Nata come piccola officina produttrice di biciclette, nel tempo si è specializzata in kit di potenziamento per motocicli e ciclomotori e, dagli anni '90, nella produzione di minimoto. Dal 2016 ha iniziato a sviluppare motori elettrici per e-bike. 
L'azienda ha raggiunto notevoli dimensioni e, a oggi, è presente in 64 paesi del mondo, restando nelle mani della famiglia Polini; al fondatore, infatti, sono subentrati i tre figli Carlo, Franco e Piero.

## Storia
La sua attività nel mondo delle due ruote motorizzate avvenne con le prime elaborazioni di Vespa e Lambretta per continuare sino ai giorni d'oggi con i modelli di motocicli e ciclomotori più recenti, di cui molti scooter, come il Piaggio Zip e il Malaguti Phantom.
Conosciutissima fra i giovani scooteristi, rivale storica della Malossi produce kit motore e trasmissione per incrementare la potenza del ciclomotore su pista, tramite l'utilizzo di gruppi termici superiori ai 50 cm³ e meccaniche più raffinate e resistenti.
La sua serie di prodotti più famosa è la serie Evolution, che permette di raggiungere prestazioni elevatissime su pista, a cui è seguita la serie Big Evolution, con alesaggio maggiorato rispetto ai normali kit Evolution.
Questo tipo di modifiche sono previste solo per l'utilizzo del motociclo nelle competizioni in circuito anche se è piuttosto frequente l'utilizzo su strada di componenti Polini, tuttavia oltre a parti esclusive per uso pista Polini produce anche pezzi di ricambio per motori originali come anche marmitte e silenziatori di scarico omologati per uso stradale.
La Polini sponsorizza anche un trofeo monomarca per promuovere il marchio denominato Polini Italian Cup.
L'azienda è anche conosciuta per essere sponsor oltre che fornitore di impianti di scarico per team che corrono nel motomondiale.

## Le minimoto
Nel 2006 la Polini è stata la prima marca italiana a omologare una minimoto per uso su strada, con il nome di Polini XP4 "STREET" 125 (cilindrata effettiva 120,7 cm³), una pitbike da supermotard, mentre nel 2007 venne venduta anche nella versione fuoristrada da codice stradale, con il nome di Polini XP4 "OFF ROAD" 125, alla fine del 2007 è stato presentato anche il modello "STREET" nella cilindrata 50 cm³.

### Caratteristiche tecniche delle minimoto
| Caratteristiche tecniche - Polini XP 4 Street 50 | Caratteristiche tecniche - Polini XP 4 Street 50                                                          | Caratteristiche tecniche - Polini XP 4 Street 50                                                          | Caratteristiche tecniche - Polini XP 4 Street 50                                                          | Caratteristiche tecniche - Polini XP 4 Street 50                                                          | Caratteristiche tecniche - Polini XP 4 Street 50                                                          |
| Dimensioni e pesi                                | Dimensioni e pesi                                                                                         | Dimensioni e pesi                                                                                         | Dimensioni e pesi                                                                                         | Dimensioni e pesi                                                                                         | Dimensioni e pesi                                                                                         |
| ------------------------------------------------ | --- | --- | --- | --- | --- |
| Altezze                                          | Sella: 790 mm                                                                                             | Sella: 790 mm                                                                                             | Sella: 790 mm                                                                                             | Sella: 790 mm                                                                                             | Sella: 790 mm                                                                                             |
| Interasse: 1150 mm                               | Interasse: 1150 mm                                                                                        | Massa a vuoto: 68 kg                                                                                      | Massa a vuoto: 68 kg                                                                                      | Serbatoio: 3 L                                                                                            | Serbatoio: 3 L                                                                                            |
| Meccanica                                        | | | | | |
| Tipo motore: Monocilindrico a 4 tempi            | Tipo motore: Monocilindrico a 4 tempi                                                                     | Tipo motore: Monocilindrico a 4 tempi                                                                     | Tipo motore: Monocilindrico a 4 tempi                                                                     | Raffreddamento: ad aria                                                                                   | Raffreddamento: ad aria                                                                                   |
| Cilindrata                                       | 49 cm³ (Alesaggio 39 × Corsa 41 mm)                                                                       | 49 cm³ (Alesaggio 39 × Corsa 41 mm)                                                                       | 49 cm³ (Alesaggio 39 × Corsa 41 mm)                                                                       | 49 cm³ (Alesaggio 39 × Corsa 41 mm)                                                                       | 49 cm³ (Alesaggio 39 × Corsa 41 mm)                                                                       |
| Distribuzione: SOHC a due valvole cilindro       | Distribuzione: SOHC a due valvole cilindro                                                                | Distribuzione: SOHC a due valvole cilindro                                                                | Alimentazione: carburatore Mikuni da 16 mm                                                                | Alimentazione: carburatore Mikuni da 16 mm                                                                | Alimentazione: carburatore Mikuni da 16 mm                                                                |
| Potenza:                                         | Potenza:                                                                                                  | Coppia:                                                                                                   | Coppia:                                                                                                   | Rapporto di compressione: 9,5:1                                                                           | Rapporto di compressione: 9,5:1                                                                           |
| Frizione: multidisco in bagno d'olio             | Frizione: multidisco in bagno d'olio                                                                      | Frizione: multidisco in bagno d'olio                                                                      | Cambio: sequenziale a 4 marce (sempre in presa)                                                           | Cambio: sequenziale a 4 marce (sempre in presa)                                                           | Cambio: sequenziale a 4 marce (sempre in presa)                                                           |
| Accensione                                       | elettronica                                                                                               | elettronica                                                                                               | elettronica                                                                                               | elettronica                                                                                               | elettronica                                                                                               |
| Trasmissione                                     | primaria a ingranaggi; Secondaria a catena                                                                | primaria a ingranaggi; Secondaria a catena                                                                | primaria a ingranaggi; Secondaria a catena                                                                | primaria a ingranaggi; Secondaria a catena                                                                | primaria a ingranaggi; Secondaria a catena                                                                |
| Avviamento                                       | elettrico e a pedale                                                                                      | elettrico e a pedale                                                                                      | elettrico e a pedale                                                                                      | elettrico e a pedale                                                                                      | elettrico e a pedale                                                                                      |
| Ciclistica                                       | | | | | |
| Telaio                                           | d'acciaio                                                                                                 | d'acciaio                                                                                                 | d'acciaio                                                                                                 | d'acciaio                                                                                                 | d'acciaio                                                                                                 |
| Sospensioni                                      | Anteriore: forcella teleidraulica da 33 mm / Posteriore: monoammortizzatore con regolazione del precarico | Anteriore: forcella teleidraulica da 33 mm / Posteriore: monoammortizzatore con regolazione del precarico | Anteriore: forcella teleidraulica da 33 mm / Posteriore: monoammortizzatore con regolazione del precarico | Anteriore: forcella teleidraulica da 33 mm / Posteriore: monoammortizzatore con regolazione del precarico | Anteriore: forcella teleidraulica da 33 mm / Posteriore: monoammortizzatore con regolazione del precarico |
| Freni                                            | Anteriore: disco singolo da 200 mm / Posteriore: disco singolo da 150 mm                                  | Anteriore: disco singolo da 200 mm / Posteriore: disco singolo da 150 mm                                  | Anteriore: disco singolo da 200 mm / Posteriore: disco singolo da 150 mm                                  | Anteriore: disco singolo da 200 mm / Posteriore: disco singolo da 150 mm                                  | Anteriore: disco singolo da 200 mm / Posteriore: disco singolo da 150 mm                                  |
| Pneumatici                                       | anteriore da 3,5"-10"; posteriore da 3,5"-10"                                                             | anteriore da 3,5"-10"; posteriore da 3,5"-10"                                                             | anteriore da 3,5"-10"; posteriore da 3,5"-10"                                                             | anteriore da 3,5"-10"; posteriore da 3,5"-10"                                                             | anteriore da 3,5"-10"; posteriore da 3,5"-10"                                                             |
| Fonte dei dati:                                  | | | | | |

| Caratteristiche tecniche - Polini XP 4 Street 125 (Off road) | Caratteristiche tecniche - Polini XP 4 Street 125 (Off road)                                                    | Caratteristiche tecniche - Polini XP 4 Street 125 (Off road)                                                    | Caratteristiche tecniche - Polini XP 4 Street 125 (Off road)                                                    | Caratteristiche tecniche - Polini XP 4 Street 125 (Off road)                                                    | Caratteristiche tecniche - Polini XP 4 Street 125 (Off road)                                                    |
| Dimensioni e pesi                                            | Dimensioni e pesi                                                                                               | Dimensioni e pesi                                                                                               | Dimensioni e pesi                                                                                               | Dimensioni e pesi                                                                                               | Dimensioni e pesi                                                                                               |
| ------------------------------------------------------------ | --- | --- | --- | --- | --- |
| Altezze                                                      | Sella: (800 mm) 790 mm                                                                                          | Sella: (800 mm) 790 mm                                                                                          | Sella: (800 mm) 790 mm                                                                                          | Sella: (800 mm) 790 mm                                                                                          | Sella: (800 mm) 790 mm                                                                                          |
| Interasse: 1150 mm                                           | Interasse: 1150 mm                                                                                              | Massa a vuoto: (70 kg) 68,5 kg                                                                                  | Massa a vuoto: (70 kg) 68,5 kg                                                                                  | Serbatoio: 3 L                                                                                                  | Serbatoio: 3 L                                                                                                  |
| Meccanica                                                    | | | | | |
| Tipo motore: Monocilindrico a 4 tempi                        | Tipo motore: Monocilindrico a 4 tempi                                                                           | Tipo motore: Monocilindrico a 4 tempi                                                                           | Tipo motore: Monocilindrico a 4 tempi                                                                           | Raffreddamento: ad aria                                                                                         | Raffreddamento: ad aria                                                                                         |
| Cilindrata                                                   | 120,7 cm³ (Alesaggio 52,4 × Corsa 56 mm)                                                                        | 120,7 cm³ (Alesaggio 52,4 × Corsa 56 mm)                                                                        | 120,7 cm³ (Alesaggio 52,4 × Corsa 56 mm)                                                                        | 120,7 cm³ (Alesaggio 52,4 × Corsa 56 mm)                                                                        | 120,7 cm³ (Alesaggio 52,4 × Corsa 56 mm)                                                                        |
| Distribuzione: SOHC a due valvole cilindro                   | Distribuzione: SOHC a due valvole cilindro                                                                      | Distribuzione: SOHC a due valvole cilindro                                                                      | Alimentazione: carburatore Mikuni da 22 mm                                                                      | Alimentazione: carburatore Mikuni da 22 mm                                                                      | Alimentazione: carburatore Mikuni da 22 mm                                                                      |
| Potenza:                                                     | Potenza: | Coppia: | Coppia: | Rapporto di compressione: 9,5:1                                                                                 | Rapporto di compressione: 9,5:1                                                                                 |
| Frizione: multidisco in bagno d'olio                         | Frizione: multidisco in bagno d'olio                                                                            | Frizione: multidisco in bagno d'olio                                                                            | Cambio: sequenziale a 4 marce (sempre in presa)                                                                 | Cambio: sequenziale a 4 marce (sempre in presa)                                                                 | Cambio: sequenziale a 4 marce (sempre in presa)                                                                 |
| Accensione                                                   | elettronica | elettronica | elettronica | elettronica | elettronica |
| Trasmissione                                                 | primaria a ingranaggi; Secondaria a catena                                                                      | primaria a ingranaggi; Secondaria a catena                                                                      | primaria a ingranaggi; Secondaria a catena                                                                      | primaria a ingranaggi; Secondaria a catena                                                                      | primaria a ingranaggi; Secondaria a catena                                                                      |
| Avviamento                                                   | elettrico e a pedale                                                                                            | elettrico e a pedale                                                                                            | elettrico e a pedale                                                                                            | elettrico e a pedale                                                                                            | elettrico e a pedale                                                                                            |
| Ciclistica                                                   | | | | | |
| Telaio                                                       | d'acciaio | d'acciaio | d'acciaio | d'acciaio | d'acciaio |
| Sospensioni                                                  | Anteriore: forcella teleidraulica da 33 mm / Posteriore: monoammortizzatore con regolazione del precarico       | Anteriore: forcella teleidraulica da 33 mm / Posteriore: monoammortizzatore con regolazione del precarico       | Anteriore: forcella teleidraulica da 33 mm / Posteriore: monoammortizzatore con regolazione del precarico       | Anteriore: forcella teleidraulica da 33 mm / Posteriore: monoammortizzatore con regolazione del precarico       | Anteriore: forcella teleidraulica da 33 mm / Posteriore: monoammortizzatore con regolazione del precarico       |
| Freni                                                        | Anteriore: disco singolo da 200 mm / Posteriore: disco singolo da 150 mm                                        | Anteriore: disco singolo da 200 mm / Posteriore: disco singolo da 150 mm                                        | Anteriore: disco singolo da 200 mm / Posteriore: disco singolo da 150 mm                                        | Anteriore: disco singolo da 200 mm / Posteriore: disco singolo da 150 mm                                        | Anteriore: disco singolo da 200 mm / Posteriore: disco singolo da 150 mm                                        |
| Pneumatici                                                   | Street anteriore da 3,5"-10"; posteriore da 3,5"-10" Off road anteriore da 60/100-14"; posteriore da 80/100-12" | Street anteriore da 3,5"-10"; posteriore da 3,5"-10" Off road anteriore da 60/100-14"; posteriore da 80/100-12" | Street anteriore da 3,5"-10"; posteriore da 3,5"-10" Off road anteriore da 60/100-14"; posteriore da 80/100-12" | Street anteriore da 3,5"-10"; posteriore da 3,5"-10" Off road anteriore da 60/100-14"; posteriore da 80/100-12" | Street anteriore da 3,5"-10"; posteriore da 3,5"-10" Off road anteriore da 60/100-14"; posteriore da 80/100-12" |
| Altro                                                        | | | | | |
| Rapporto di compressione                                     | | | | | |
| Fonte dei dati:                                              | | | | | |